# USS LST-596
O USS LST-596 foi um navio de guerra norte-americano da classe LST que operou durante a Segunda Guerra Mundial.